# Thêu
Thêu còn được hiểu là nghề dệt trang trí trên vải hoặc dùng các vật liệu khác như kim để may họa tiết qua các sợi chỉ hoặc sợi len. Thêu cũng được kết hợp với một số vật liệu khác như các hạt ngọc trai, chuỗi hạt, kim sa,... Hiện nay, các sản phẩm có họa tiết thêu còn được thấy trên nón lưỡi trai, các loại mũ rộng vành, áo khoác, chăn, sơmi, vải denim, đầm (váy), vớ, áo golf (gôn),... Thêu có mặt trong đa dạng các mặt hàng được làm từ sợi chỉ hoặc sợi len. 
Một vài các kỹ thuật cơ bản hay các mũi khâu lâu đời của ngành thêu thủ công truyền thống như khâu theo chuỗi, khâu khuyết áo hoặc khâu chăn, khâu thường, khâu satin, thêu (khâu) chữ thập. Những mũi khâu trên vẫn là những kỹ thuật cơ bản của ngành thêu tay ngày nay.

#### Trong Thế giới Hồi giáo

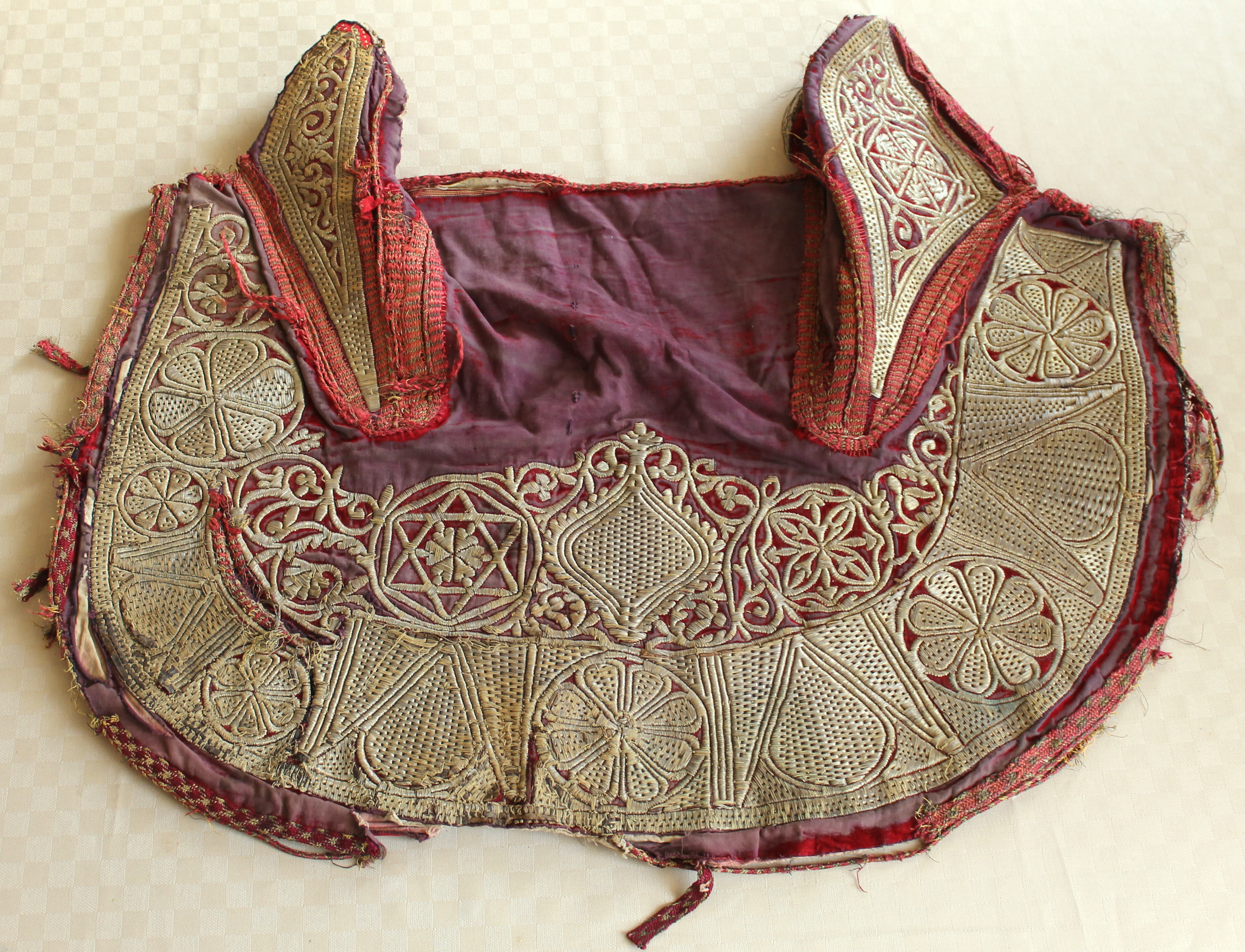
Mạt nạ thêu chắn côn trùng cho ngựa (Fly mask) ở Ma-rốc vào thế kỷ 18-19

### Quá trình tự động hóa

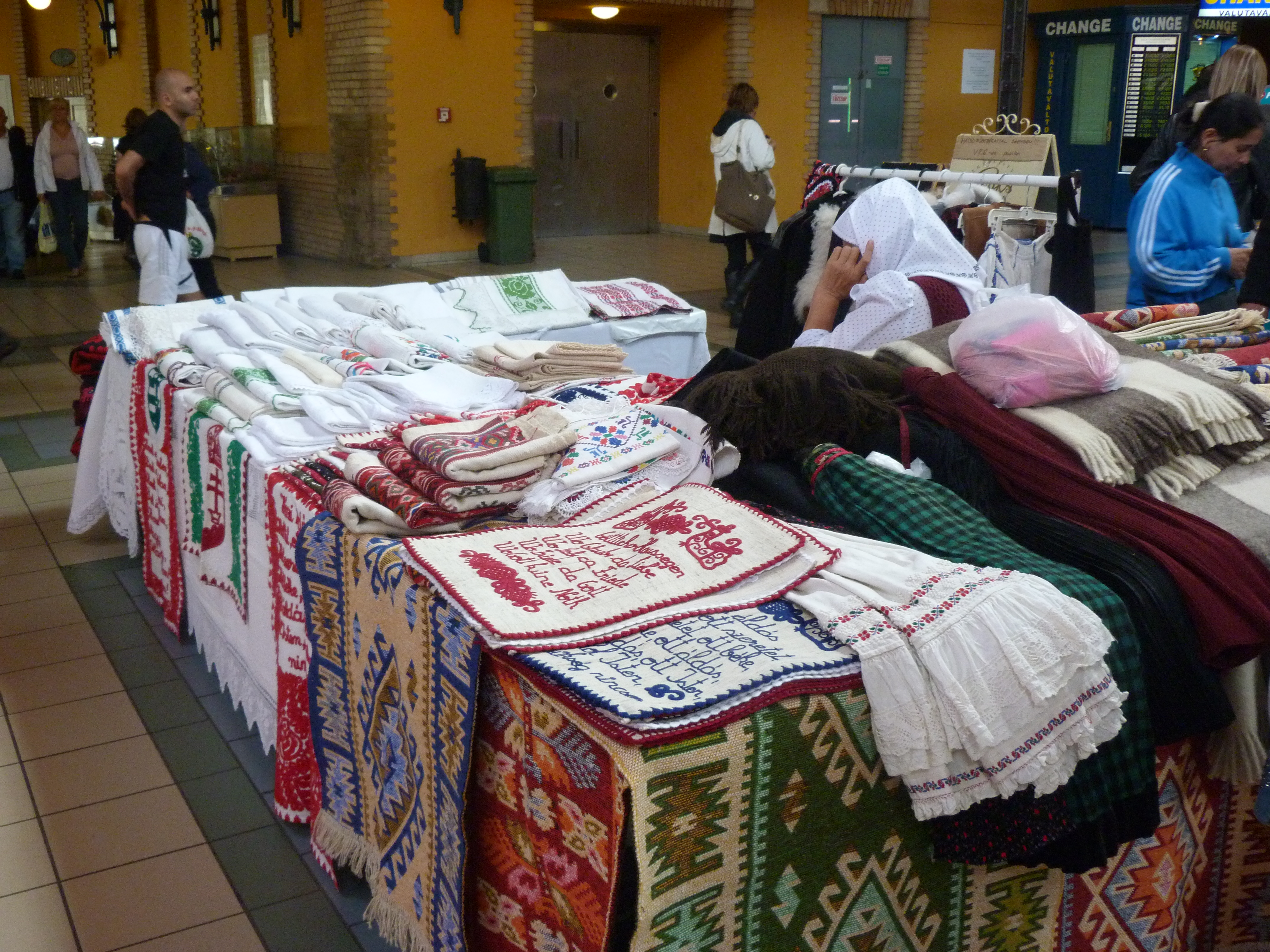
Tranh thêu thủ công bằng tay – vùng Székely, năm 2014

## Phân loại

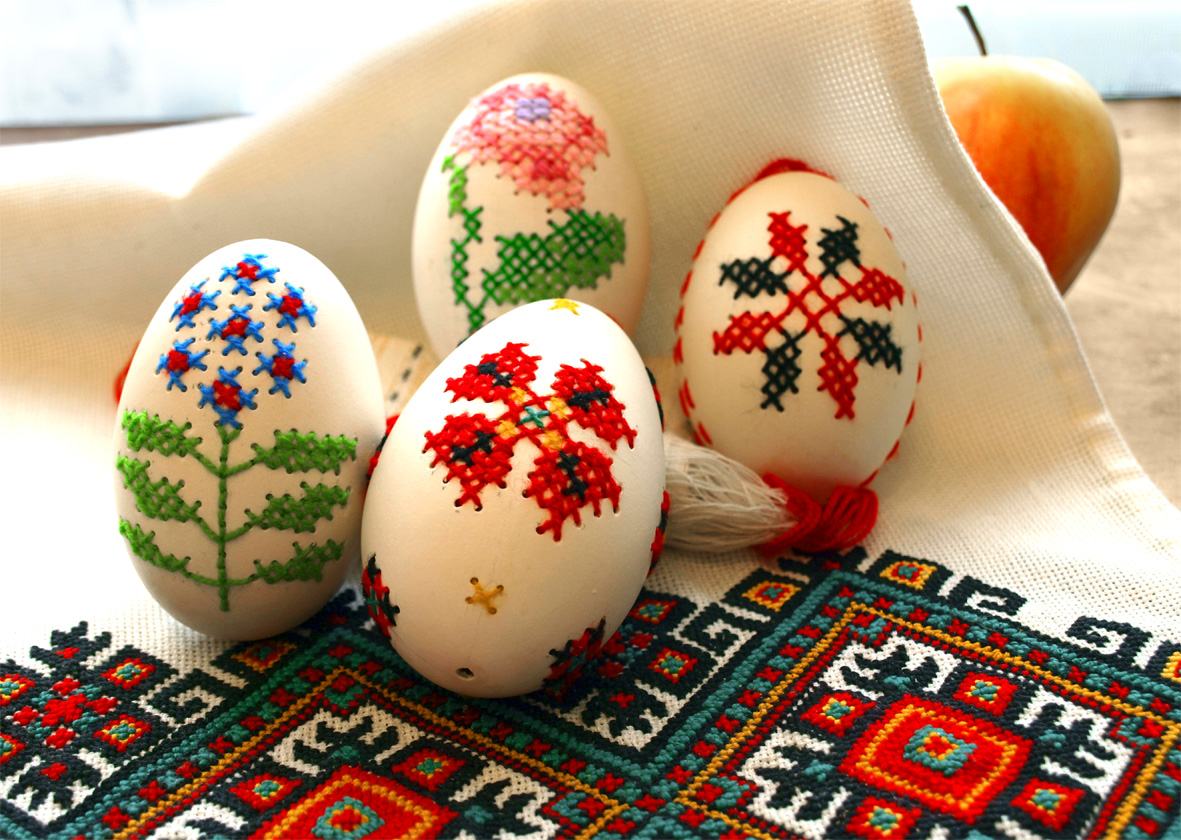
Họa tiết Thêu trên trứng Phục sinh. Tác phẩm được làm bởi Inna Forostyuk, một nghệ nhân thủ công ở vùng Luhansk (Ukraine)

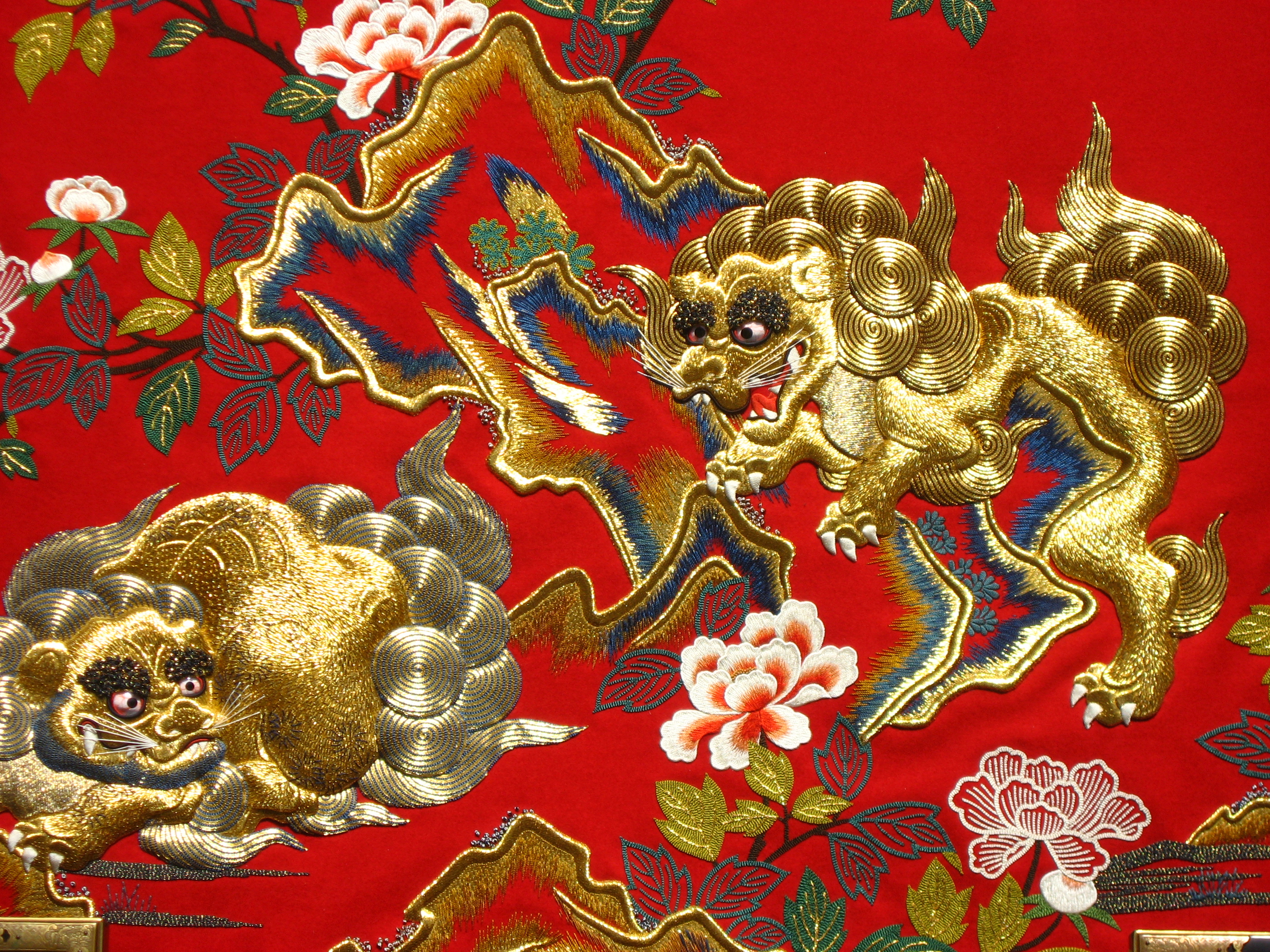
Thêu tự do Nhật Bản trong bức vải lụa kết hợp với sợi kim loại, đương đại.

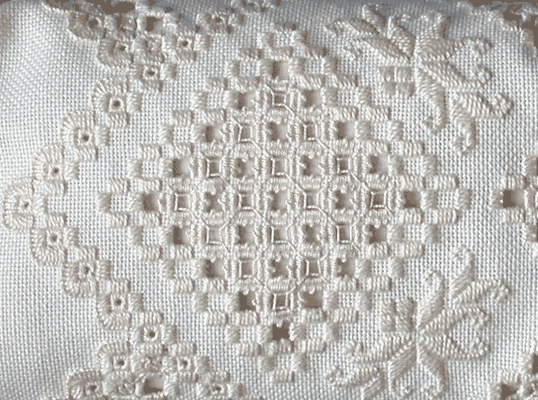
Hardanger, một kỹ thuật Whitework, đương đại.

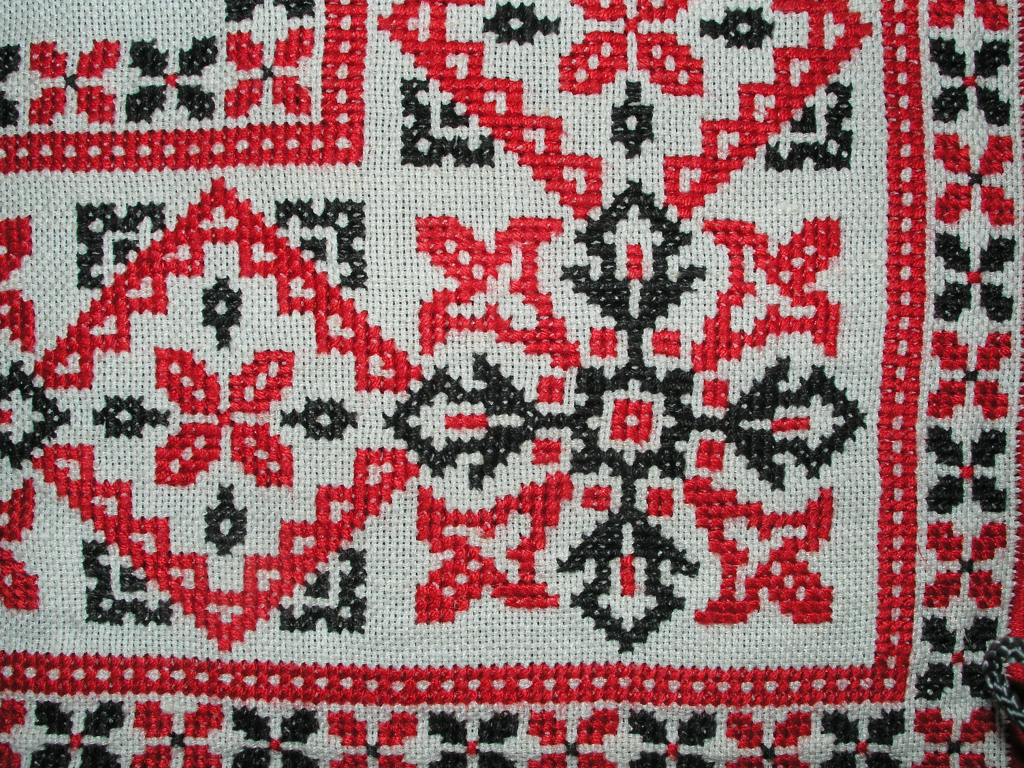
Khăn trải, ở Hungary, vào giữa thế kỷ 20

## Chất liệu

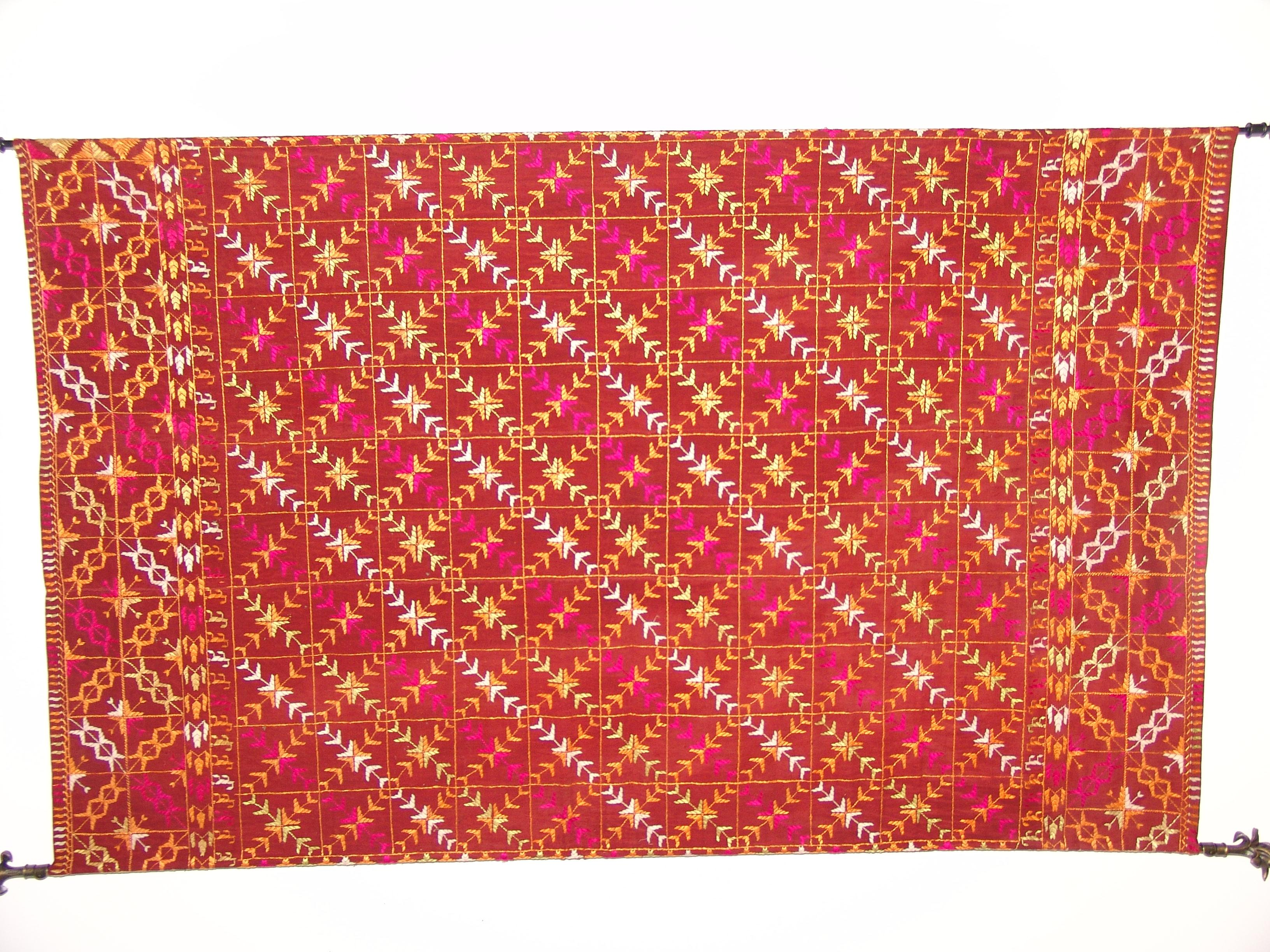
Phulkari từ vùng Punjab của Ấn Độ. Thêu Phulkari nổi tiếng từ thế kỷ 15, là hình thức thêu tay truyền thống thực hiện từ tách bông vải đến kỹ thuật khâu đơn giản bằng sợi lụa.

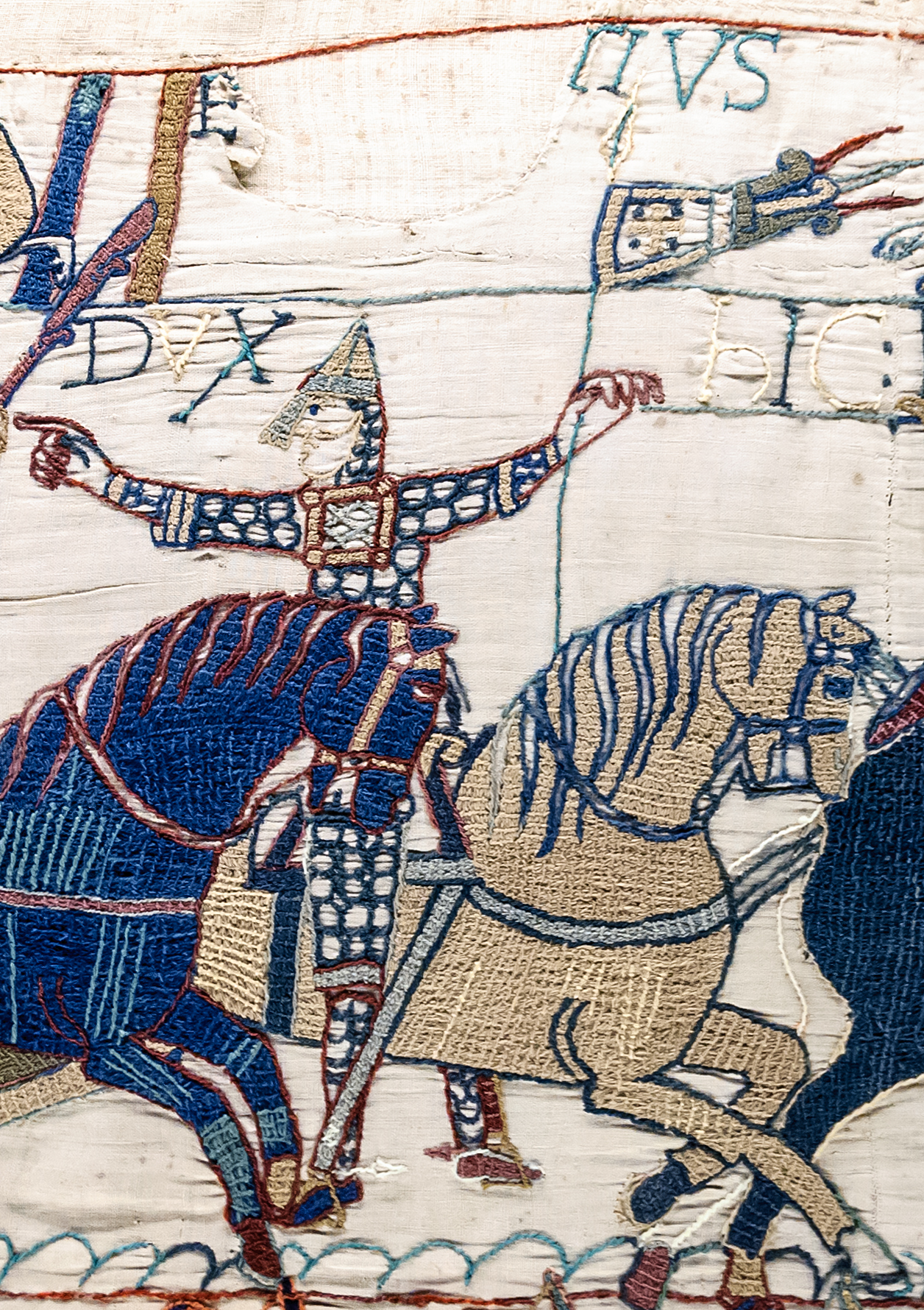
Laid threads, một kỹ thuật khâu trên bề mặt vải lanh bằng sợi len. Tác phẩm Bayeux Tapestry, vào thế kỷ 11.

## Thêu máy

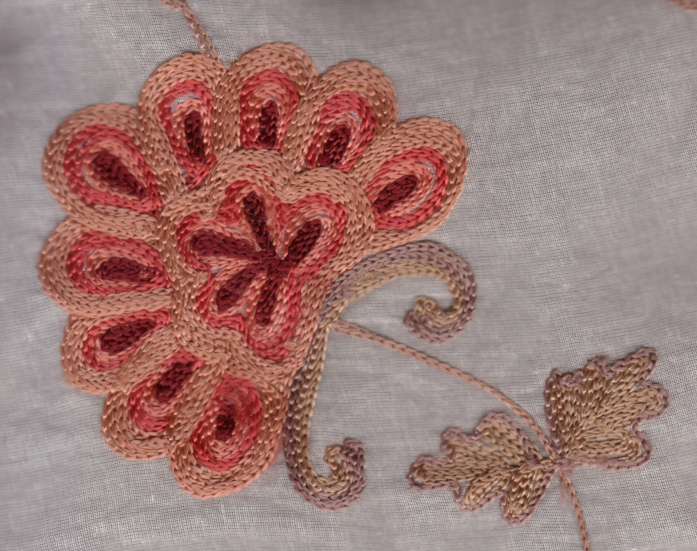
Doanh nghiệp thêu máy dạng khâu chuỗi trên một bức màn bằng vải voan, ở Trung quốc, đầu thế kỷ 21.

## Thư viện

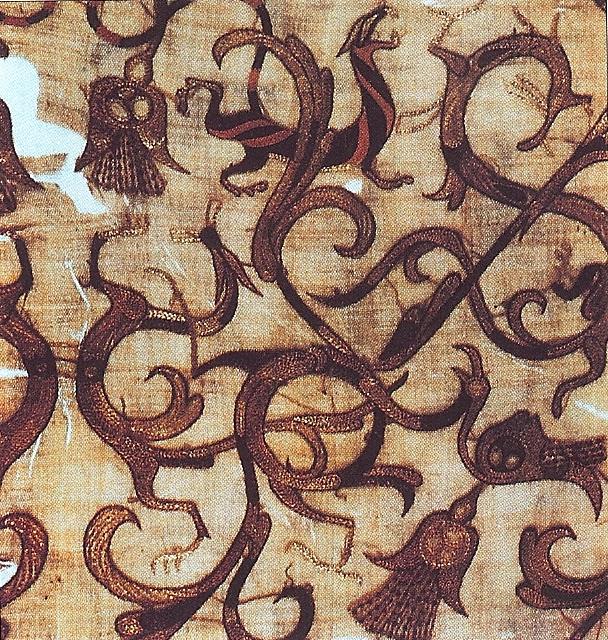
Detail of embroidered silk gauze ritual garment. Rows of even, round chain stitch used for outline and color. 4th century BC, Zhou tomb at Mashan, Hubei, China.
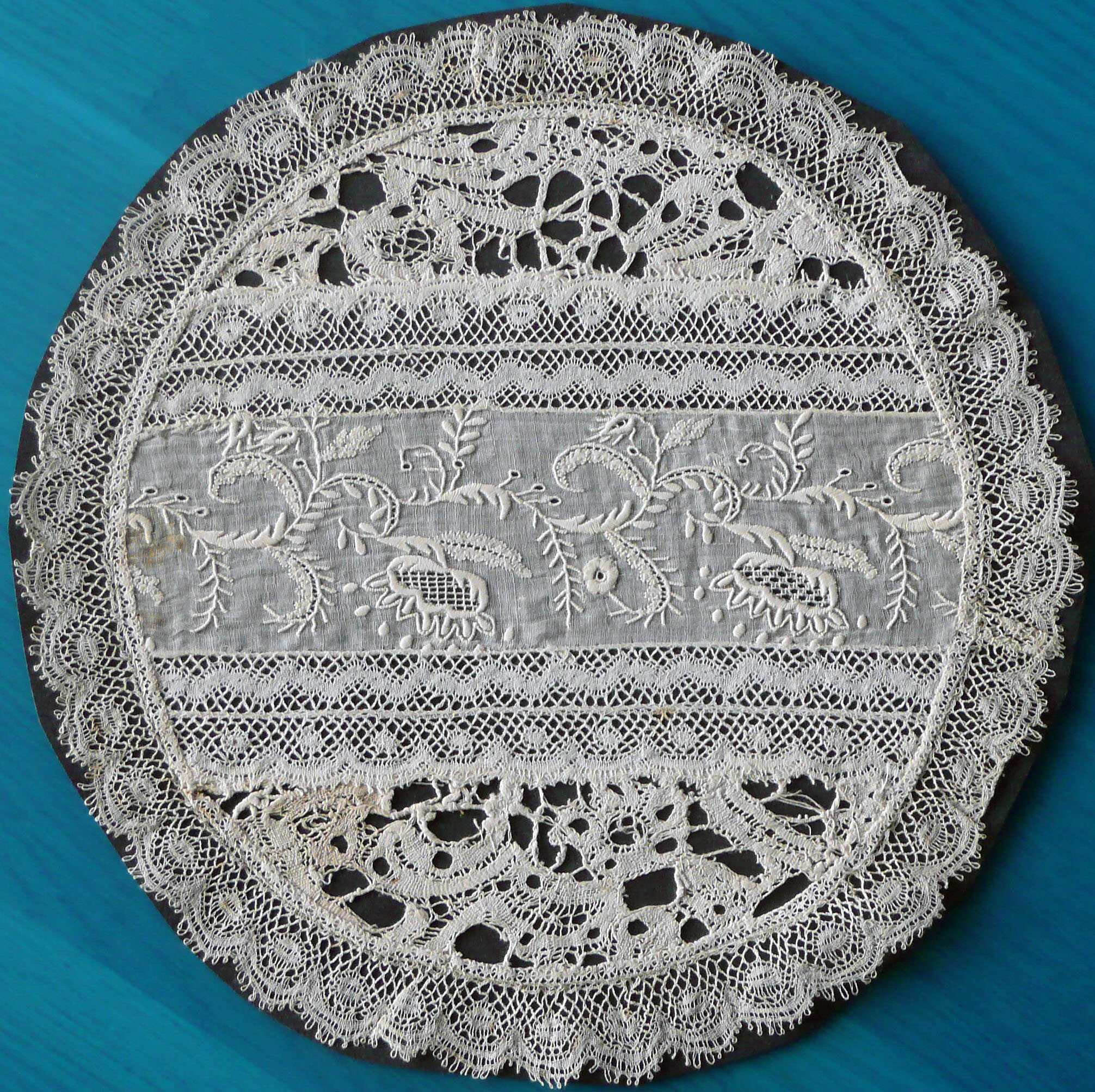
Extremely fine underlay of St. Gallen Embroidery
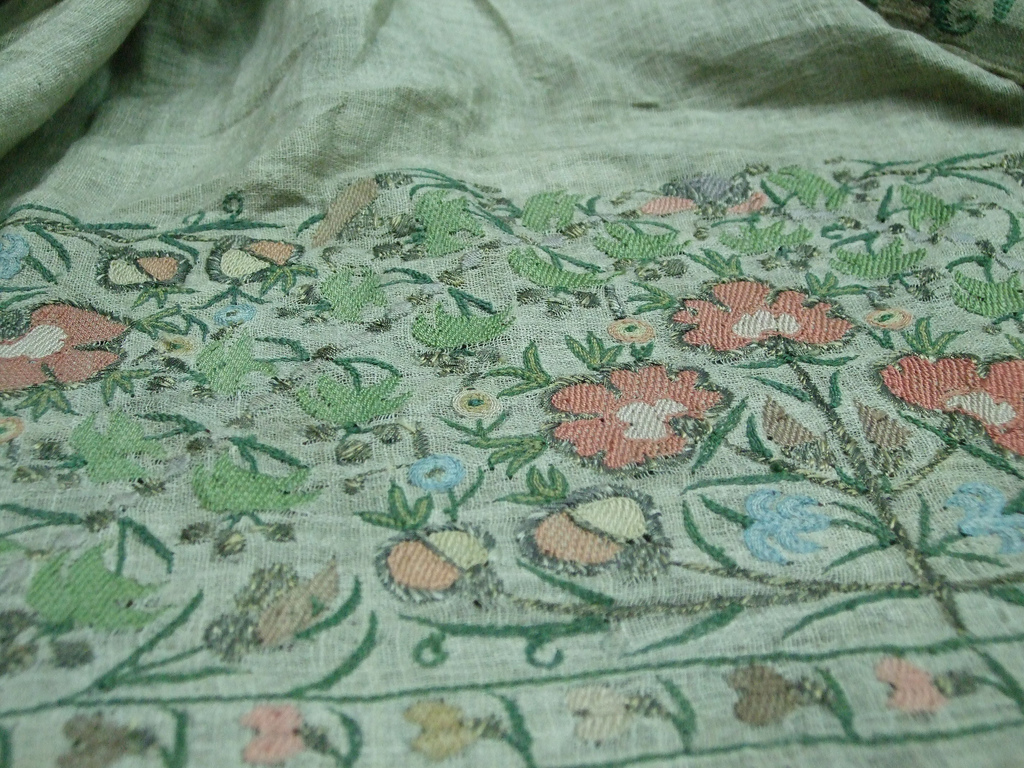
Traditional Turkish embroidery. Izmir Ethnography Museum, Turkey.
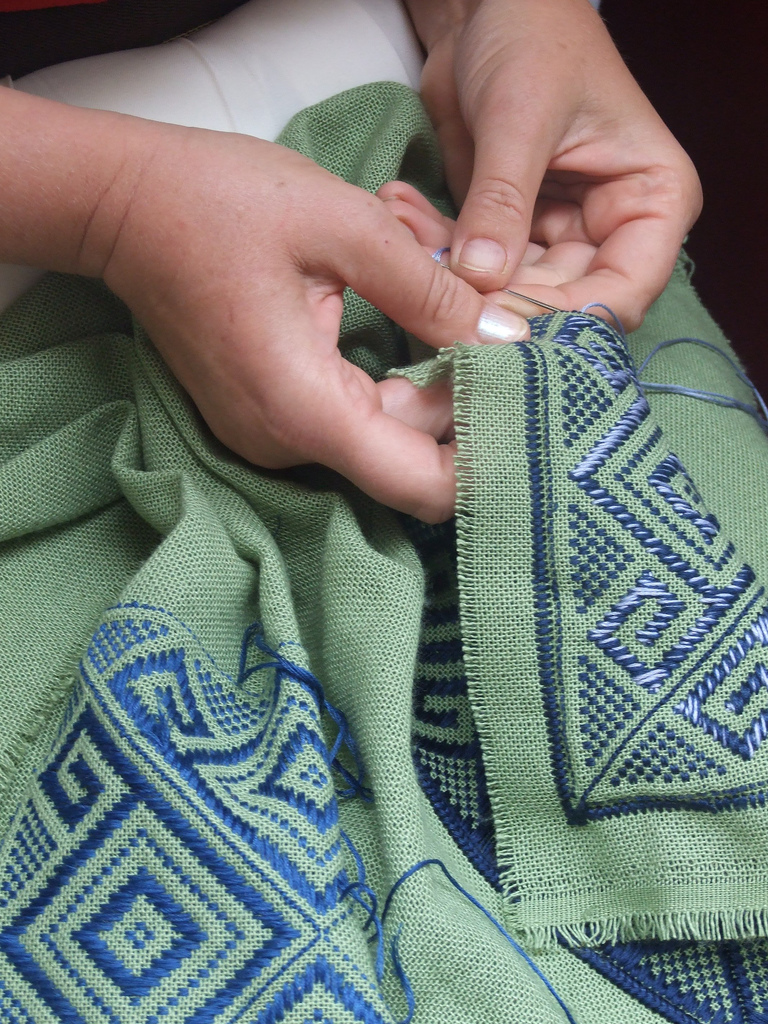
Traditional Croatian embroidery.
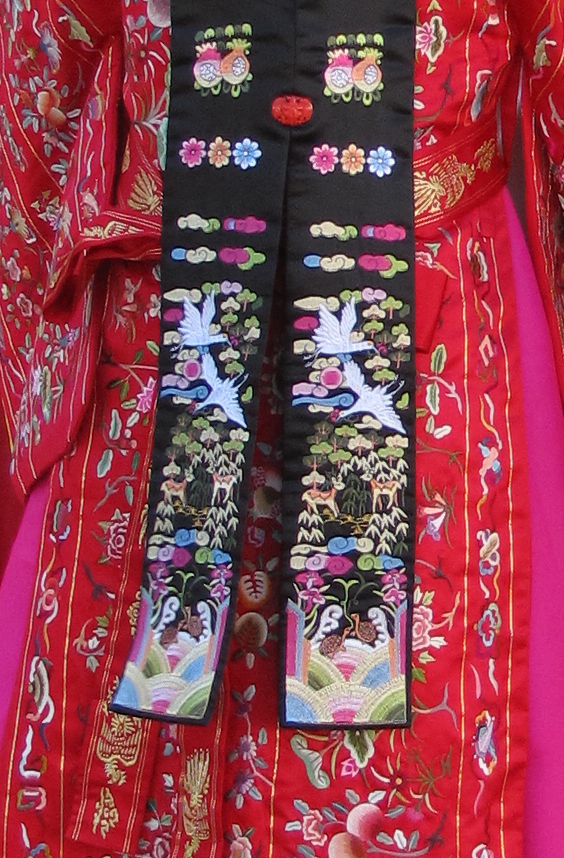
Brightly coloured Korean embroidery.
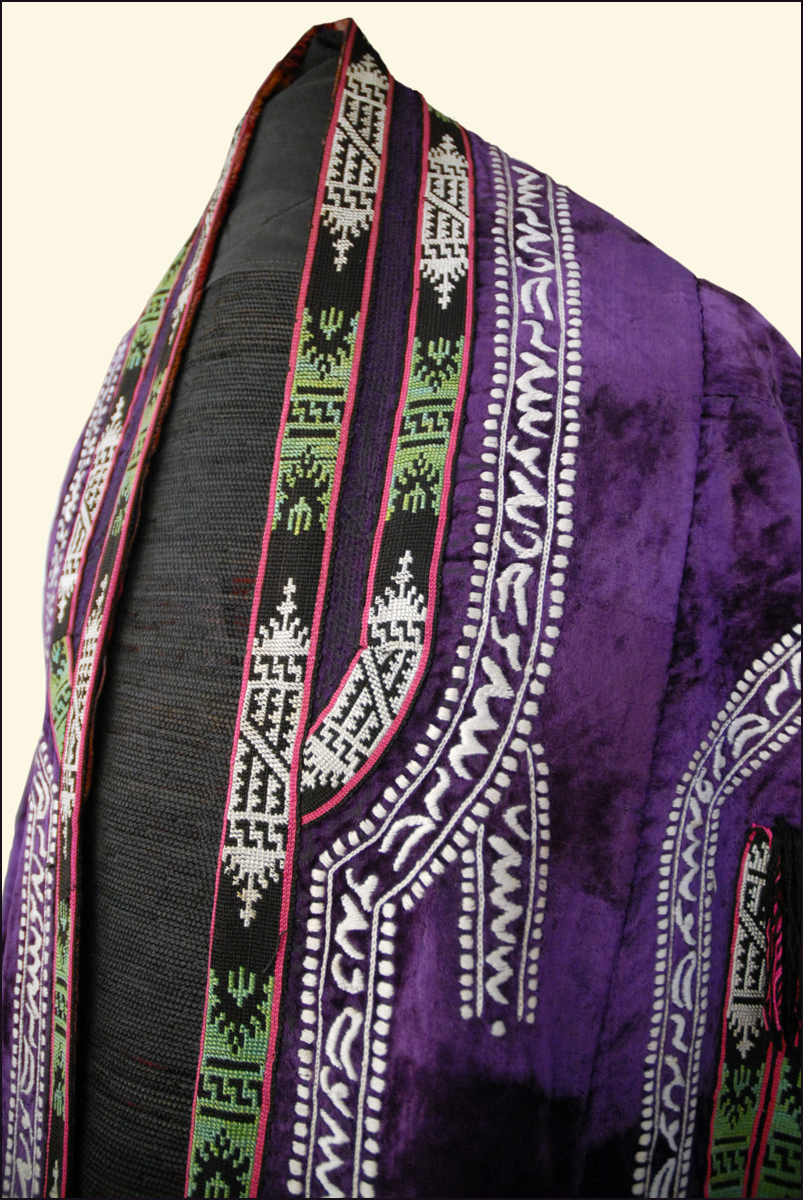
Uzbekistan embroidery on a traditional women's parandja robe.
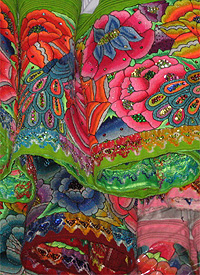
Traditional Peruvian embroidered floral motifs.
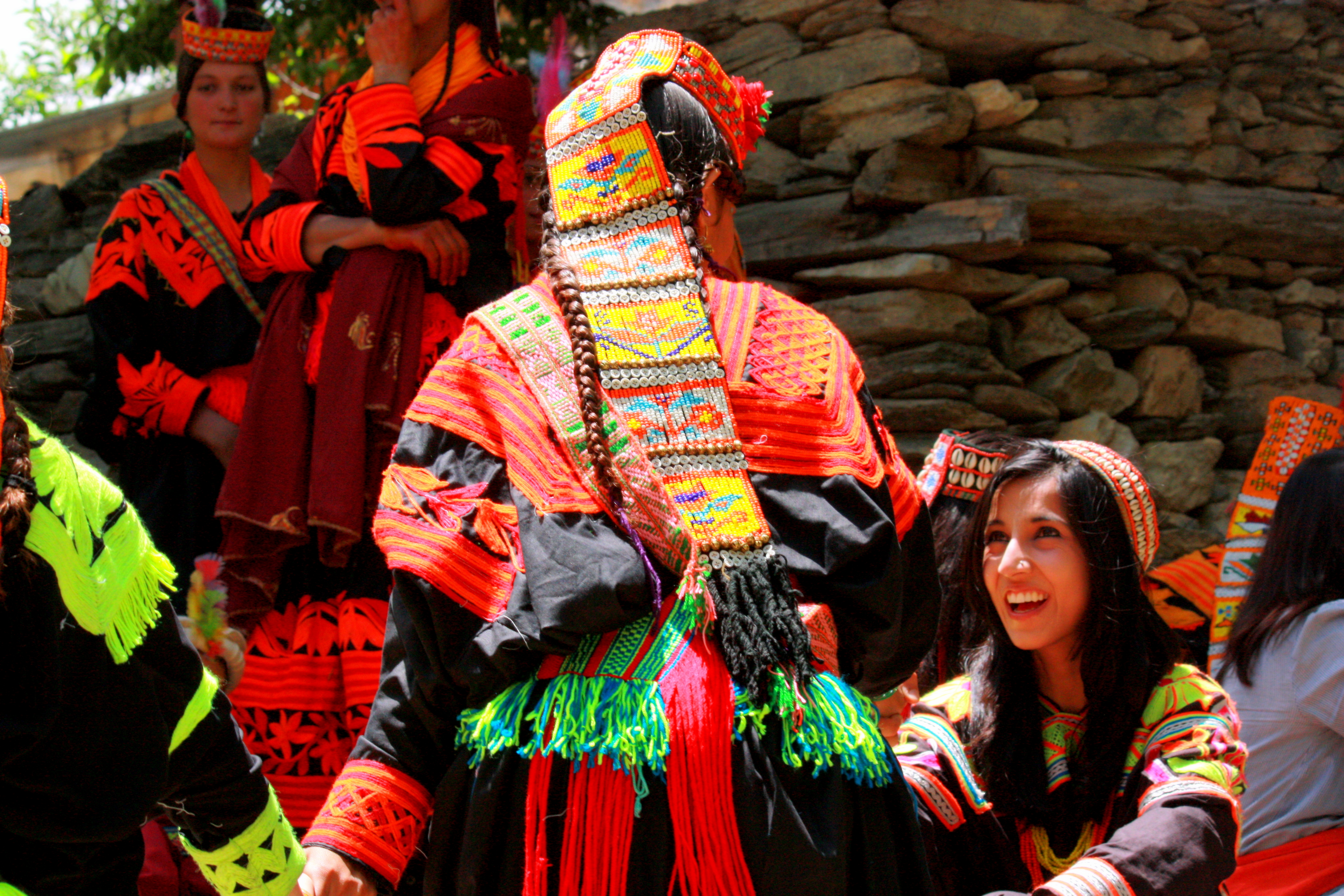
Woman wearing a traditional embroidered Kalash headdress, Pakistan.
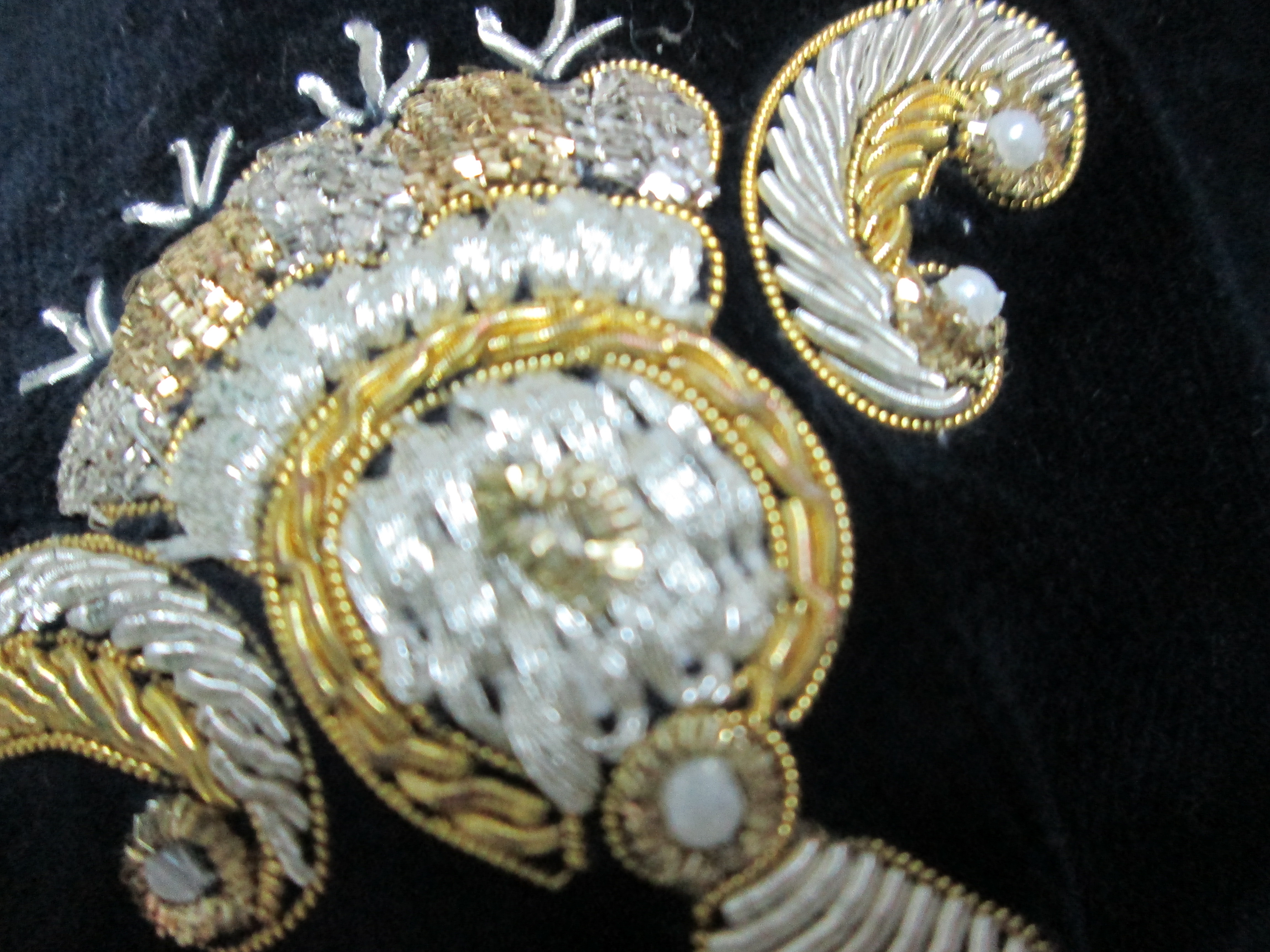
Decorative embroidery on a tefillin bag in Jerusalem, Israel.
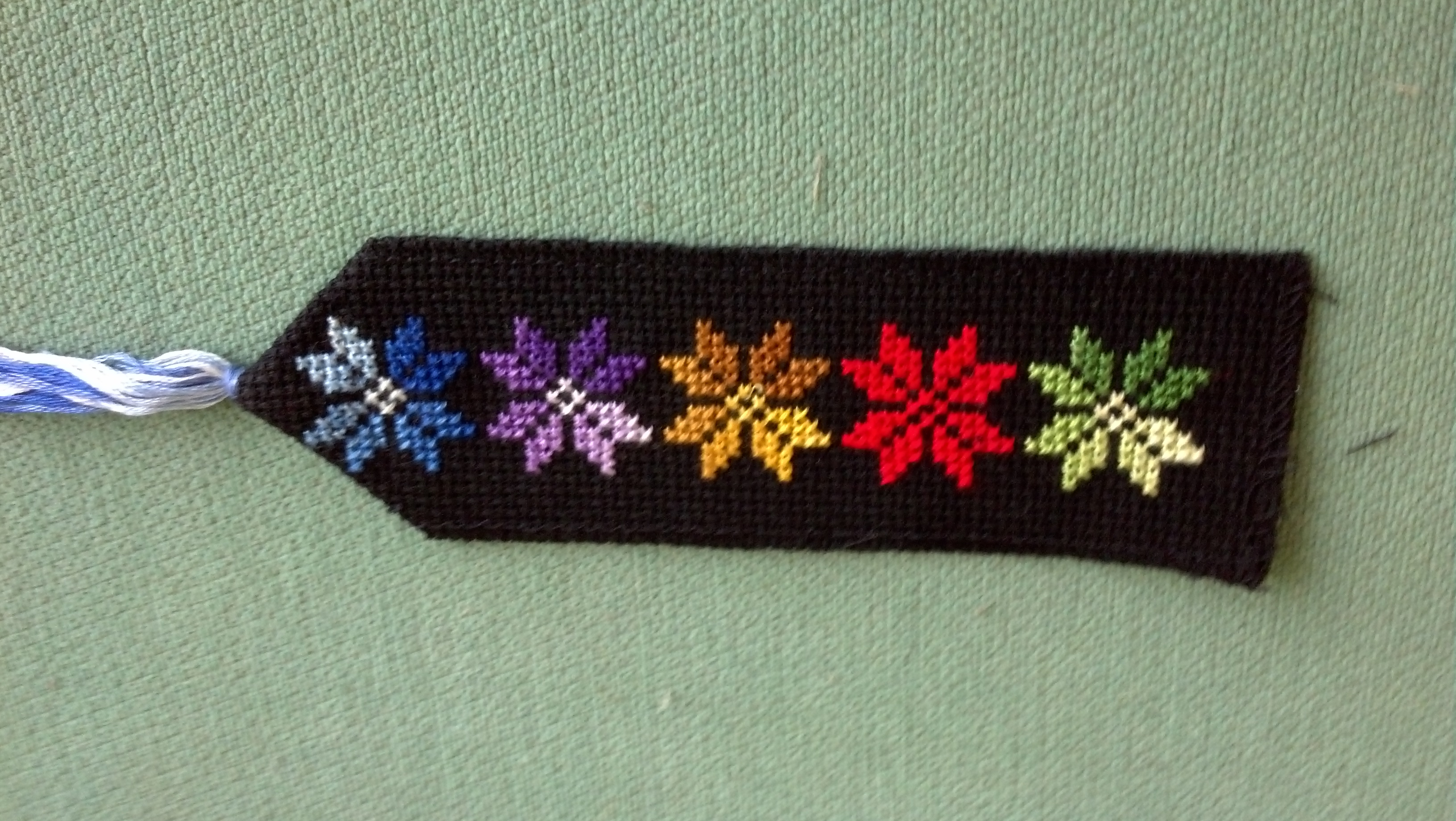
Bookmark of black fabric with multicolored Bedouin embroidery and tassel of embroidery floss
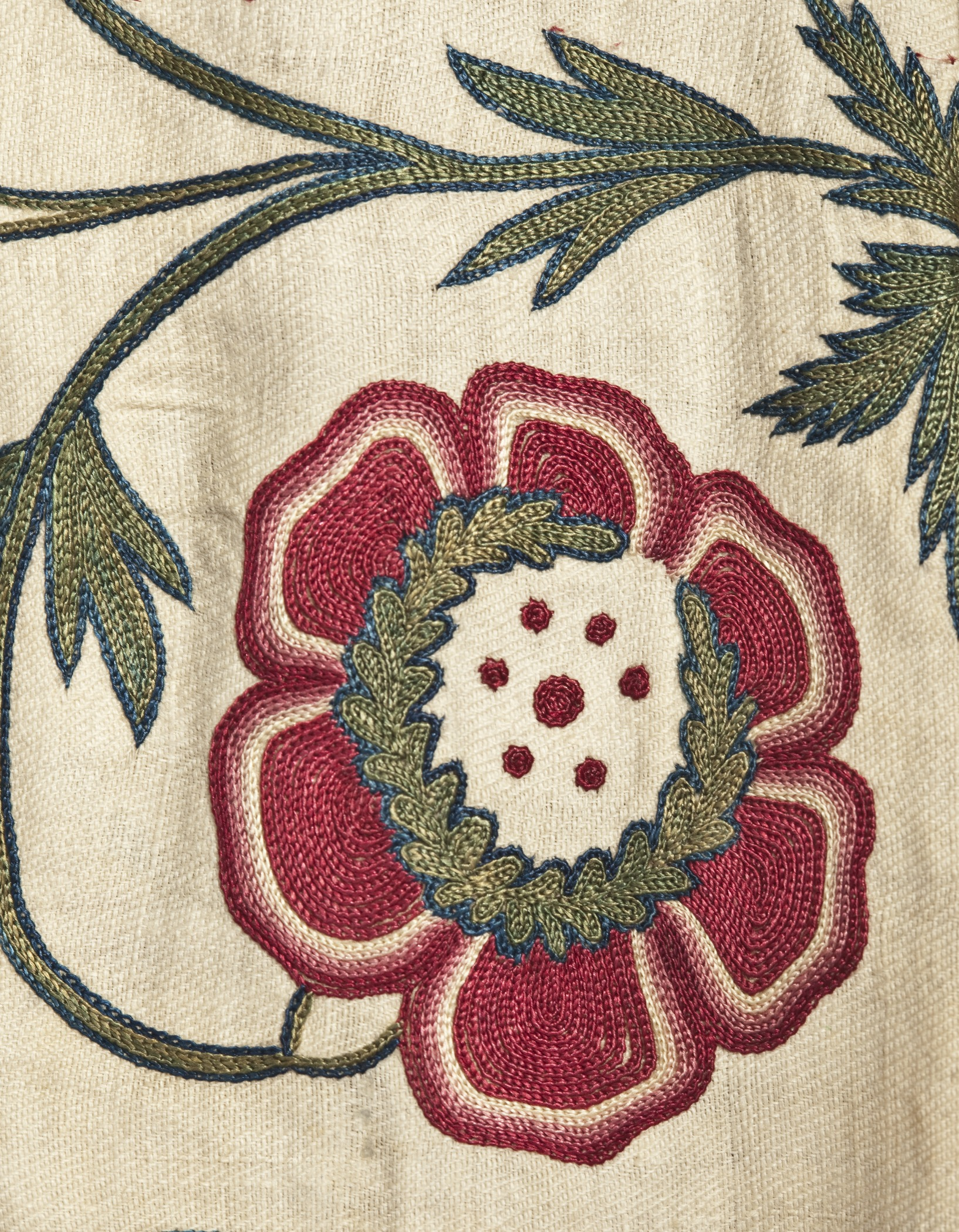
Chain-stitch embroidery from England circa 1775
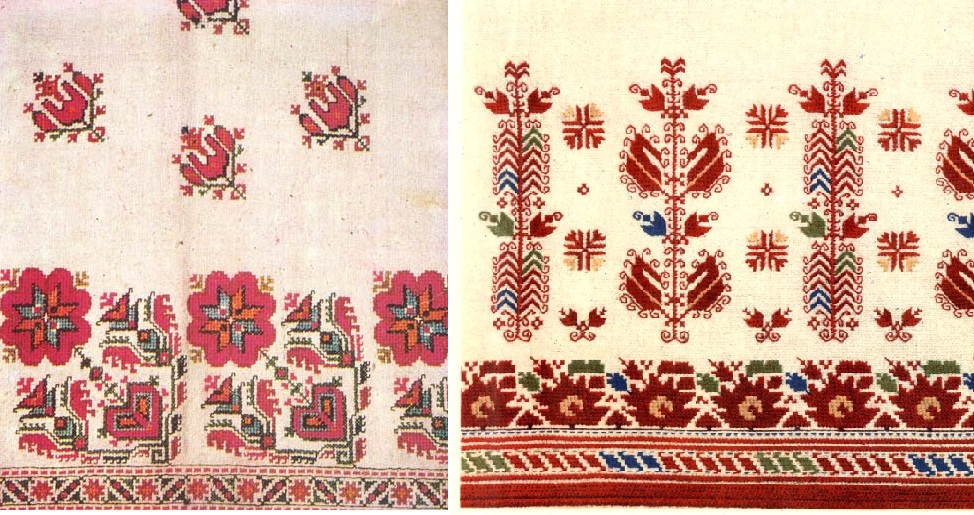
Traditional Bulgarian Floral embrodery from Sofia and Trun.

## Lịch sử

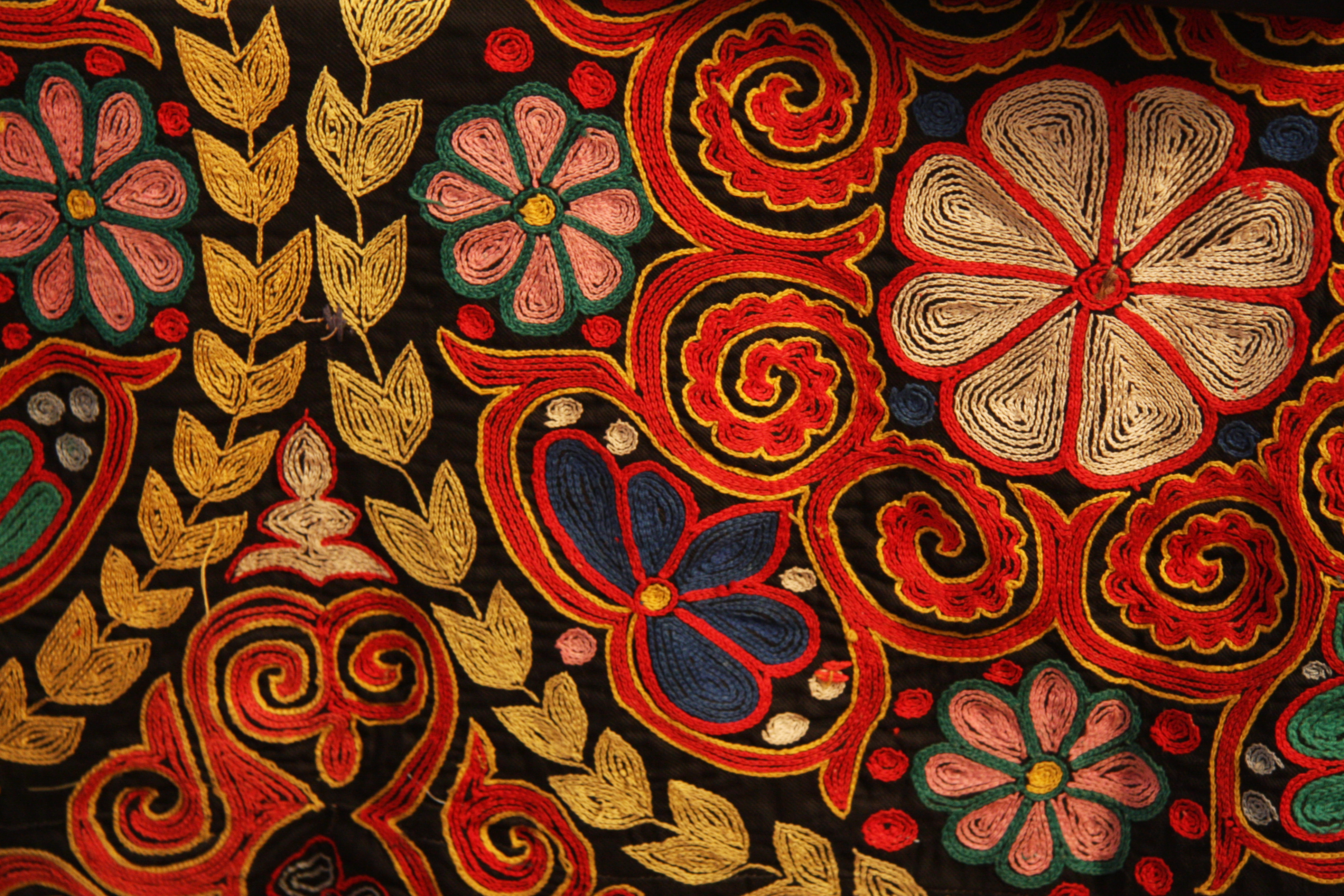
Thêu truyền thống trong khâu chuỗi trên một tấm thảm kazakh đương đại.

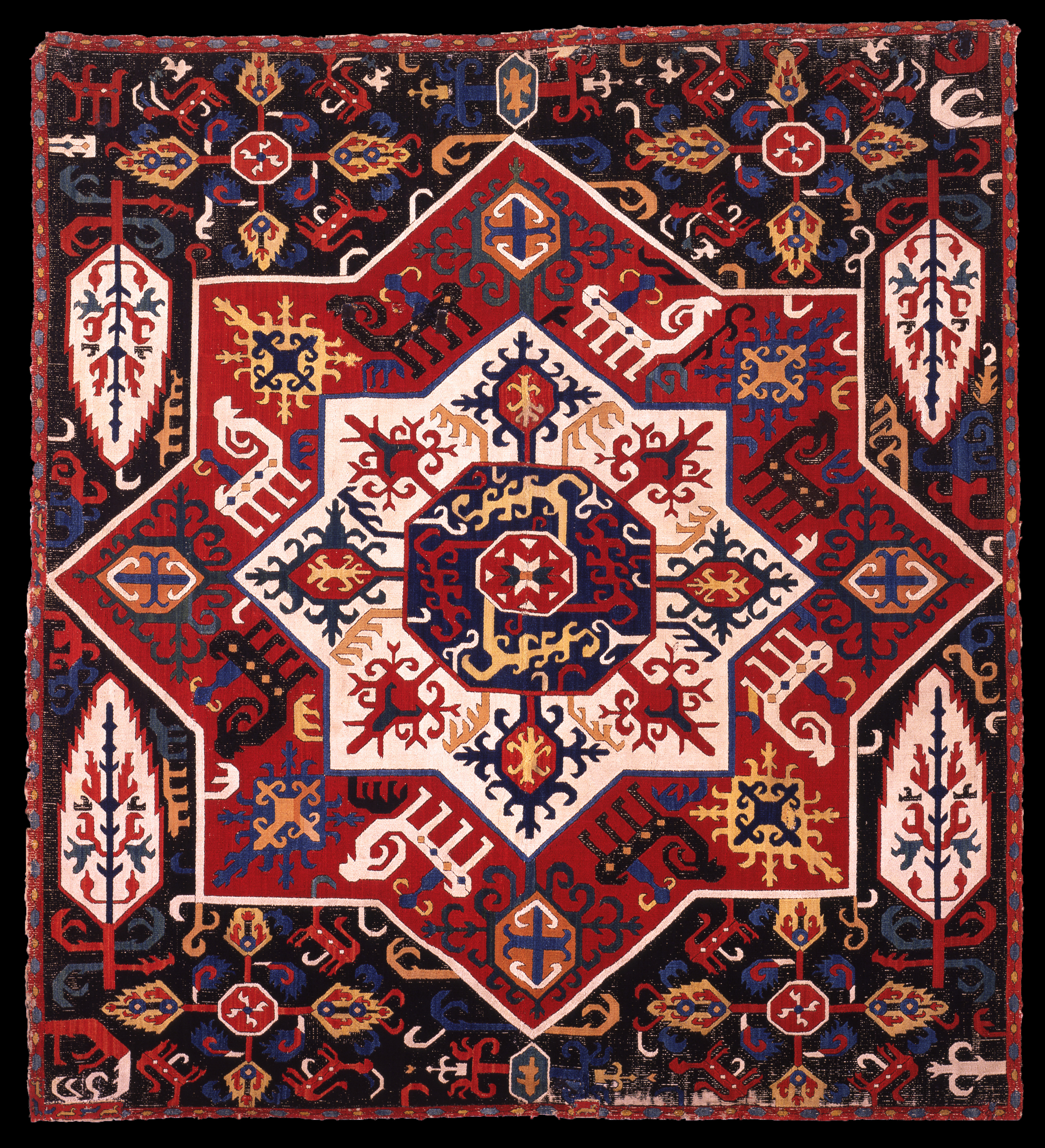
Mẫu thêu của người Caucasia